# Apogon thermalis
Apogon thermalis är en fiskart som beskrevs av Cuvier 1829. Apogon thermalis ingår i släktet Apogon och familjen Apogonidae. Inga underarter finns listade i Catalogue of Life.